# Feodossi Nikolajewitsch Tschernyschow

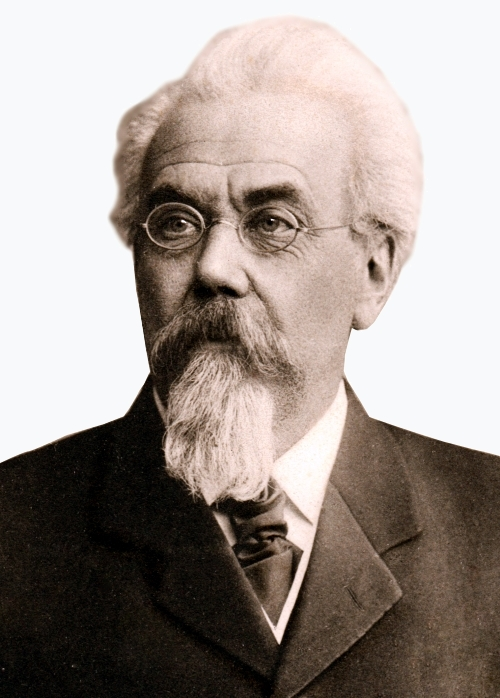
F. Tschernyschow

Feodossi Nikolajewitsch Tschernyschow, russisch Феодосий Николаевич Чернышёв (* 31. Augustjul. / 12. September 1856greg. in Kiew; † 20. Dezember 1913jul. / 2. Januar 1914greg.) war ein russischer Geologe. In älterer deutscher Literatur wird er auch Theodosius Tschernyschew genannt.

## Leben
Tschernyschow ging in Kiew auf das Gymnasium, dann auf die Marineschule und die Bergakademie in St. Petersburg mit dem Abschluss 1880 bei Nikolai Alexandrowitsch Kulibin. In den 1880er Jahren forschte er in staatlichem Auftrag im Ural, besonders zu den Ablagerungen und Fossilien des Devon. Er war ab 1882 bei der Geologischen Reichsanstalt Russlands (Geologisches Komitee) und ab 1903 deren Direktor als Nachfolger von Alexander Petrowitsch Karpinski. 1889/90 leitete er in Fortführung der Forschung von Alexander Graf Keyserling eine Expedition in die russische Arktis (Nördliche Dwina- und Petschora-Gebiet, Timanrücken). 1892 bis 1894 erforschte er das Steinkohlevorkommen im Donezbecken und 1895 Nowaja Semlja. In der Arktis wies er eine eiszeitliche Überflutung nach, mit einem 150 m höheren Meeresspiegel. 1899 bis 1902 war er im Rahmen der schwedisch-russischen Gradvermessungsexpedition dreimal in Spitzbergen. 1903 untersuchte er in Turkestan die Auswirkungen des großen Erdbebens von 1902. 1903 übernahm er die Leitung des Mineralogischen Instituts der Akademie der Wissenschaften und 1902 bis 1905 die Abteilung Physische Geographie der russischen geographischen Gesellschaft. Ab 1908 bis 1910 war er Professor für historische Geologie an der Bergakademie, die er danach auch kurz leitete. Er vertrat Russland auf vielen internationalen geologischen Kongressen. Er organisierte aufgrund seines Organisationstalents auch zahlreiche geologische Exkursionen in Russland neben den von ihm selbst durchgeführten.
1897 organisierte er mit Karpinski den erfolgreich verlaufenen Internationalen Geologenkongress in St. Petersburg (dessen Generalsekretär er war), wobei er im Ural und Donez-Becken Exkursionen führte. Mit Karpinski arbeitete er im 1882 gegründeten Geologischen Komitee und gab mit ihm und Sergei Nikolajewitsch Nikitin (1851–1909) 1893 eine geologische Übersichtskarte des europäischen Russland heraus. Ab 1892 kartierte er für das Geologische Komitee im Kohlerevier des Donezbeckens.
Er galt als Kenner des russischen Paläozoikums, der Geologie des Urals und der russischen Arktis. 1902 erschien seine Monographie über Brachiopoden des Oberkarbon aus dem Ural und dem Timanrücken. 1884 wies er nach, dass die Stratigraphie des Devon im Ural Entsprechungen zu den bekannten Schichtfolgen im Harz und in der Eifel hatte. Das Devon im Ural und seine Paläontologie und Stratigraphie war eines seiner Hauptforschungsgebiete, die ihm international Anerkennung verschafften.
1889 wurde er außerordentliches und 1897 ordentliches Mitglied der Russischen Akademie der Wissenschaften. Für diese ordnete er die geologische Sammlung neu.
Tschernyschow wurde noch im Gründungsjahr 1912 Mitglied der Paläontologischen Gesellschaft.
Er war mit Emanuel Kayser in Marburg befreundet und erhielt 1903 die Ehrendoktorwürde der Universität Marburg. Außerdem war er Ehrendoktor in Lüttich, Greifswald und Genf. Er war Mitglied der Göttinger Akademie der Wissenschaften und der Geological Society of London und stellvertretender Vorsitzender der Geologischen Vereinigung.